# چاوک کالینوفسکی
چاوک کالینوفسکی (نام علمی: Ochthoeca frontalis spodionota) نام یک زیرگونه از سرده چاوک‌ها است.